# Dicranota rubescens
Dicranota (Rhaphidolabis) rubescens là một loài ruồi trong họ Pediciidae. Chúng phân bố ở vùng sinh thái Nearctic.